# Kanton Niedenstein
Der Kanton Niedenstein war eine Verwaltungseinheit im Distrikt Kassel des Departements der Fulda im napoleonischen Königreich Westphalen. Hauptort des Kantons und Sitz des Friedensgerichts war die kleine Stadt Niedenstein, die nach Einwohnerzahl kleinste Stadt im gesamten Königreich Westphalen, im heutigen Schwalm-Eder-Kreis. Der Kanton umfasste 8 Dörfer und Weiler und eine Stadt, war bewohnt von 2.936 Einwohnern und hatte eine Fläche von 1,17 Quadratmeilen.
Die zum Kanton gehörigen Kommunen waren:
- Niedenstein
- Elmshagen
- Ermetheis
- Kirchberg
- Riede, mit Merxhausen und Offenhausen
- Sand
- Wichdorf